# Cheque británico
El llamado cheque británico era un descuento en la contribución del Reino Unido al presupuesto de la Unión Europea.

## Características
El descuento se calcula aproximadamente como 2/3 del déficit fiscal del Reino Unido con la Unión Europea (UE), es decir 2/3 de la diferencia positiva entre las aportaciones del Reino Unido al presupuesto de la Unión más el que ésta le devuelve en forma de prestaciones y transferencias.
En 2005 el cheque ascendió a 3000 millones de libras al año (unos 4350 millones de euros). A pesar de eso, el Reino Unido era el segundo máximo contribuyente neto, sólo detrás de Alemania [cita requerida]y el cuarto si nos referimos en términos per cápita.
El cheque británico distorsionaba las solicitudes de financiación de la UE. El gobierno británico era consciente de que 2/3 de la financiación pedida a la UE iban a ser en la práctica deducidos del cheque británico. Por lo tanto el incentivo a solicitar financiación de la UE era mucho menor y más aún teniendo en cuenta que normalmente los fondos de la Unión Europea, sólo suponen una financiación parcial y requieren que el proyecto sea cofinanciado por las autoridades locales y, por lo tanto, aumentaba más el gasto público británico. Los otros Estados miembros, cuyas contribuciones no se ven afectadas por el fondo recibo no tienen incentivos a moderar sus solicitudes de financiación. El resultado final es que se producía un efecto reductor del gasto de la UE al Reino Unido y, por lo tanto, un agravamiento del déficit que el cheque británico estaba destinado a corregir.

## Historia
El descuento fue negociado por Margaret Thatcher el 1984 como mecanismo de compensación por el hecho de que la mayor parte del presupuesto de la UE se destina a financiar la Política Agrícola Común (PAC), de la que el Reino Unido se benefició muy poco debido a que su sector agrícola es muy pequeño (en términos de porcentaje sobre el PIB). Uno de los motivos por  el que se aprobó el descuento fue que en aquel momento el Reino Unido era el tercer estado miembro más pobre de la Comunidad Económica Europea (ahora Unión Europea). Además, el gasto agrícola representaba el 75% del presupuesto comunitario cuando el cheque fue introducido.

### La reforma de 2005
Durante años, varios Estados miembros hicieron presión para conseguir la eliminación de este descuento pero el gobierno británico resistió todas las llamadas a su cancelación. En diciembre de 2005 el Consejo llegó a un acuerdo cuando el primer ministro Tony Blair propuso reducir en 10.500 millones de euros el cheque durante el periodo comprendido entre 2007 y 2013. Sin embargo el Parlamento Europeo debía pronunciarse sobre el acuerdo.
La incorporación de nuevos Estados miembros considerablemente más pobres que los 15 estados que formaban parte la Unión hasta 2004, supuso un aumento considerable de los gastos de la PAC y del presupuesto en general y eso implicó que el cheque británico fuera difícil de acomodar dentro del presupuesto. Entre 1985 y 2014, Londres dejó de abonar 109.000 millones de euros en su contribución al presupuesto comunitario.
Uno de los argumentos esgrimidos es también el hecho de que las ayudas a la agricultura ya no suponen el 70% del presupuesto como sucedía el 1984.  Existe también el argumento moral de que los nuevos Estados miembros son sustancialmente más pobres que el Reino Unido y que, por lo tanto, en cierta medida, el Reino Unido no asumía los costes de la ampliación con el cheque británico.
El gobierno británico argumentó  que si se eliminase el cheque, el Reino Unido pasaría a ser el mayor contribuyente neto al presupuesto de la Unión y el segundo en términos per cápita,[cita requerida] hecho que sería muy impopular entre la opinión pública británica ya de por sí bastante euroescéptica. La Comisión estima que en el caso de mantenerse inalterado el cheque británico éste aumentará hasta unos 7000 millones de euros durante el período 2007-2014. También, según estimaciones de la Comisión, si se eliminase el descuento, entre 2008 y 2013 la contribución limpia británica en términos de porcentaje del PIB ascendería hasta un 0,62% (0,55% para los Países Bajos y 0,52% para Alemania).